# Chris Chester
Christopher Sean Chester, detto Chris (Tustin, 12 gennaio 1983), è un ex giocatore di football americano statunitense che ha militato nel ruolo di offensive guard nella National Football League (NFL). Fu scelto nel corso del secondo giro (56º assoluto) del Draft NFL 2006 dai Baltimore Ravens. Al college ha giocato a football all’Università dell'Oklahoma.

## Carriera

### Baltimore Ravens
Chester fu scelto dai Baltimore Ravens nel corso del secondo giro del Draft 2006. Debuttò nella NFL il 9 ottobre 2006 contro i Denver Broncos. Nella sua stagione da rookie disputò undici partite, quattro delle quali come titolare. Contribuì a proteggere il quarterback concedendo soli 17 sack, il secondo minimo della lega.
Nel 2008 Chester passò al ruolo di tight end, che aveva ricoperto nei primi tre anni di college, e passò dal numero 45 al numero 68. Disputò la prima partita nel ruolo contro i Pittsburgh Steelers il 29 settembre. Un mese dopo tornò nel suo ruolo nella linea offensiva con il numero 65.

### Washington Redskins
Nel luglio del 2011 Chester firmò un contratto quinquennale con i Washington Redskins, venendo nominato guardia destra titolare. Fu l'unico membro della linea offensiva dei Redskins a giocare come titolare tutte le sedici partite della stagione nel 2011. Nella stagione successiva Chester giocò ancora come titolare tutte le gare della stagione a protezione del nuovo quarterback Robert Griffin III, al termine delle quali i Redskins si qualificarono a sorpresa per i playoff.

### Atlanta Falcons
Chester chiuse la carriera giocando nel 2015 e 2016 con gli Atlanta Falcons. Nell'ultima stagione raggiunse il Super Bowl, perso ai tempi supplementari contro i New England Patriots.

## Palmarès

### Franchigia
- National Football Conference Championship: 1

Atlanta Falcons: 2016